# Боброво (деревня, Приморский район)
Боброво — деревня в Приморском районе Архангельской области. Входит в состав Коскогорского сельского поселения.

## География
Боброво находится к югу от города Архангельска, на правом берегу Косковского рукава Северной Двины, в устье ручья Бобровский. К северу от деревни находится озеро Ползуново. Через деревню проходит автодорога «Архангельск — Боброво — Белогорский — Пинега». Ниже по течению реки находится посёлок Боброво. От остановочного пункта Боброво до Архангельска 38 км по реке.

## Население
| 2002 | 2009 | 2010 | 2012 |
| ---- | ---- | ---- | ---- |
| 85   | ↘30  | ↘29  | ↘25  |

В 2009 году числилось 30 чел., из них пенсионеров — 23, в 2002 году — 85 человек (русские — 95 %).

### Карты
- Боброво. Публичная кадастровая карта
- Боброво на карте Wikimapia